# Жилой дом Томской железной дороги
Жилой дом Томской (Западно-Сибирской) железной дороги — памятник архитектуры регионального значения по улице Урицкого, 37 в Железнодорожном районе Новосибирска. Построен в 1935 году. Архитектор — А. Н. Ширяев.

## Описание
Г-образный в плане многосекционный дом является частью компактно расположенного исторического комплекса общественных и жилых зданий, уличный фасад выходит на красную линию застройки и ориентирован на восток.

Вид на здание в 1930-х годах.

Дом состоит из двух частей, при этом самая длинная часть обращена во двор.
С уличного фасада находятся три парадных входа, соответствующие трём жилым секциям.
Из-за перепада рельефа южная часть здания состоит из семи этажей, северная — из шести.
На верхнем этаже первоначально находились обширные лоджии, переделанные впоследствии в комнаты из-за климатических условий.
Длина дома вдоль улицы Урицкого — 60 м, вдоль переулка — 81 м.

### Декор
Гармонично сочетающиеся архитектурные элементы придают дому несколько парадный, но спокойный облик.

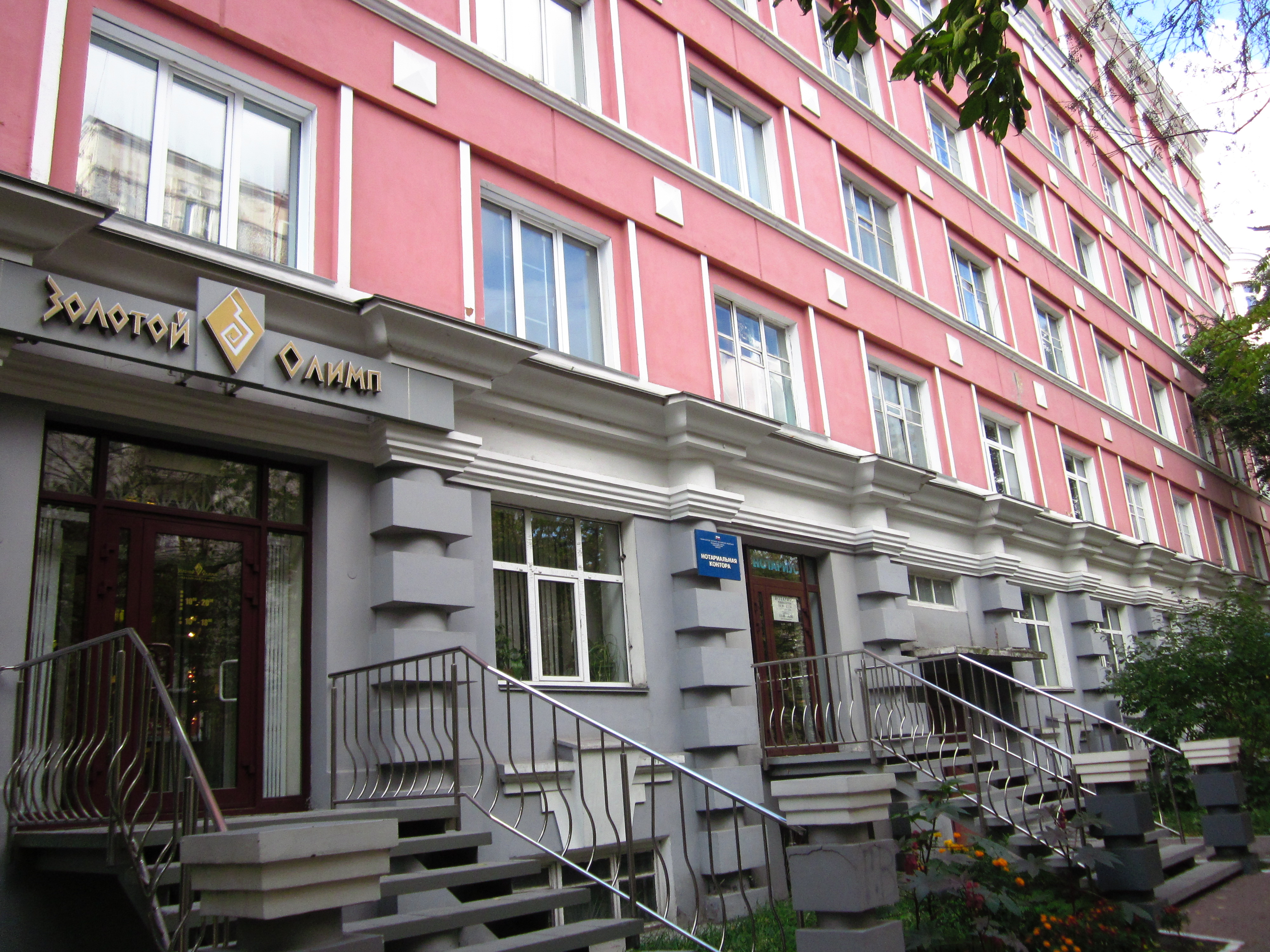
Вид на здание в наши дни

В первых двух этажах, образующих цоколь здания, применён интересный декоративный приём: полуколонны проходят сквозь прямоугольные блоки и, тем самым, создают эффект сочетания рустованных пилястр и полуколонн.
Широкий светлый пояс отделяет верхний этаж от нижних. Между простенками последнего этажа расположены пилястры.
На третьем-шестом этажах находятся неглубокие ниши, в которых размещаются большие окна.
На фасадах здания размещены белые декоративные детали (гранёные квадратные выступы, пояски и вертикальные тяги).